# دگردیسی
دِگَردیسی (به انگلیسی: Metamorphosis) یا یک فرایند تکوینی است که طی آن یک جانور، پس از زاده شدن یا از تخم بیرون آمدن، جسم آن تغییر و دیگرگونگی می‌یابد. این تغییر شکل‌ها برآمده از رشد و تغییر یاخته‌ای هستند و در شکل و ساختار جانور بسیار آشکار و نمایان هستند. مانند آنچه که در دگردیسی پروانه، قورباغه یا برخی از خارپوستان بر سر آن‌ها می‌آید. این عمل دگردیسی به وسیلهٔ هورمون‌ها تنظیم می‌شود.
در حشراتی که دگردیسی دارند میان مراحل تخم و نوزاد و شفیره و فرم بالغ شباهت اندکی وجود دارد.

## نگارخانه

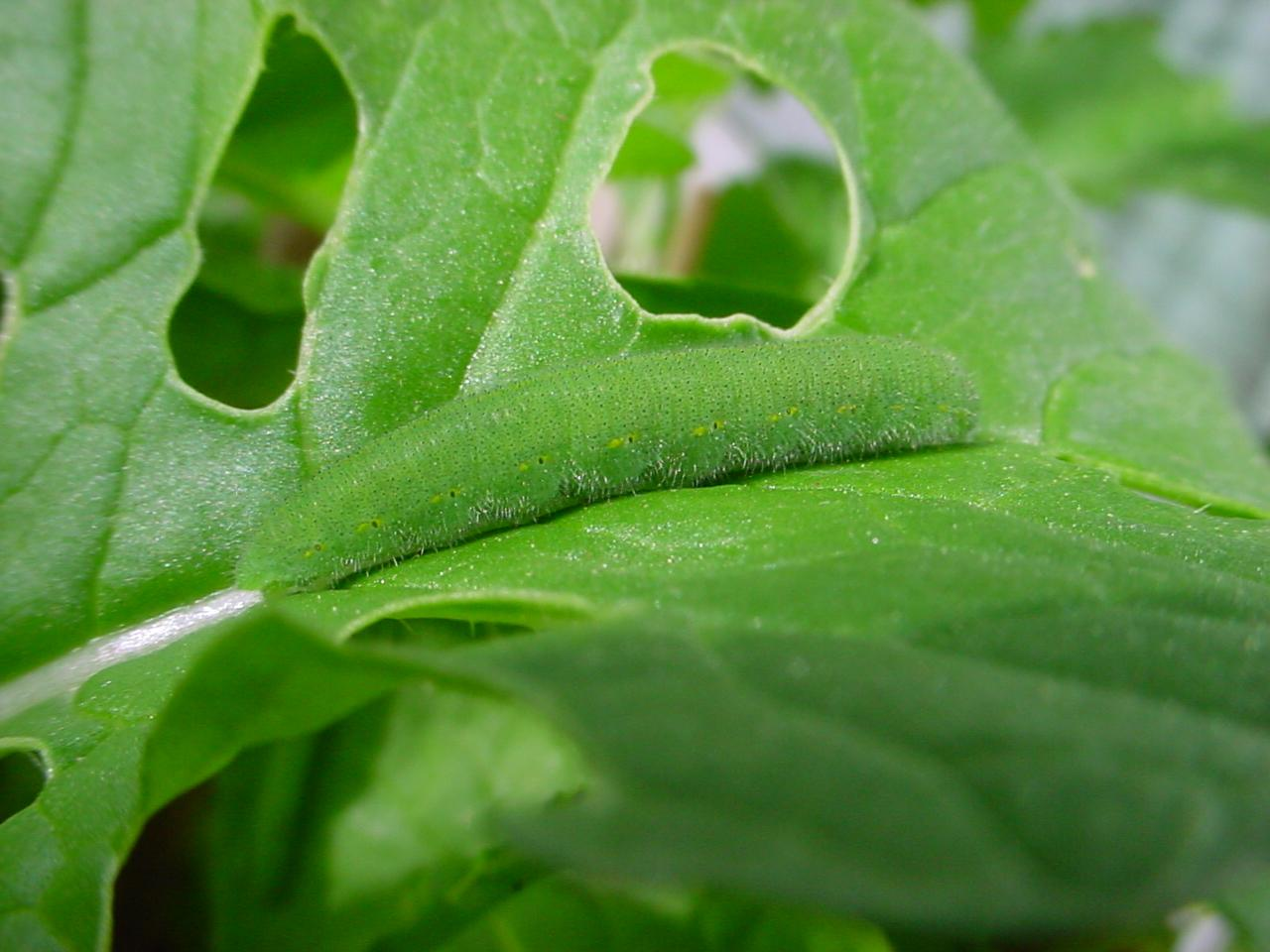
لارو Pieris rapae
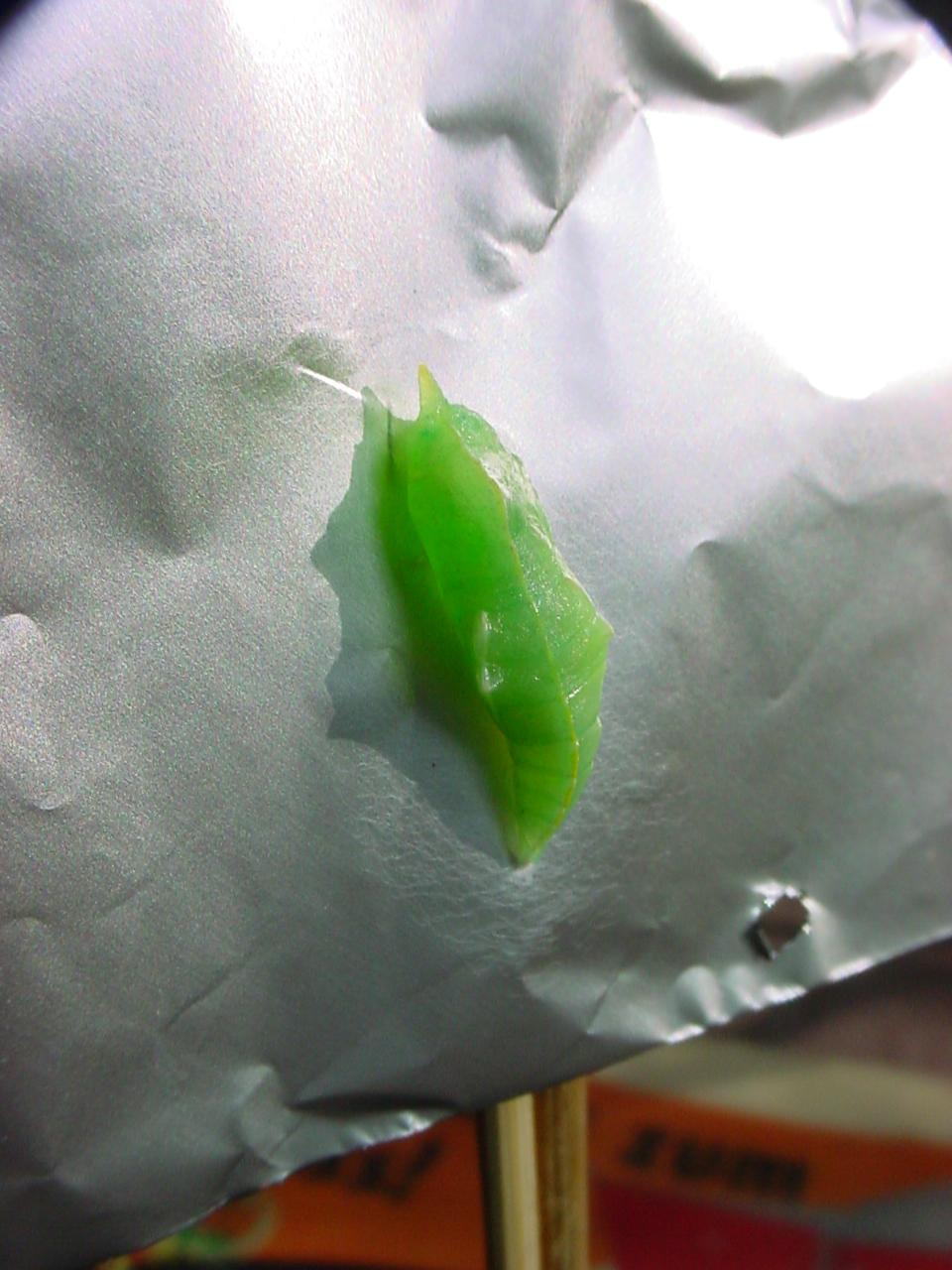
شفیره Pieris rapae
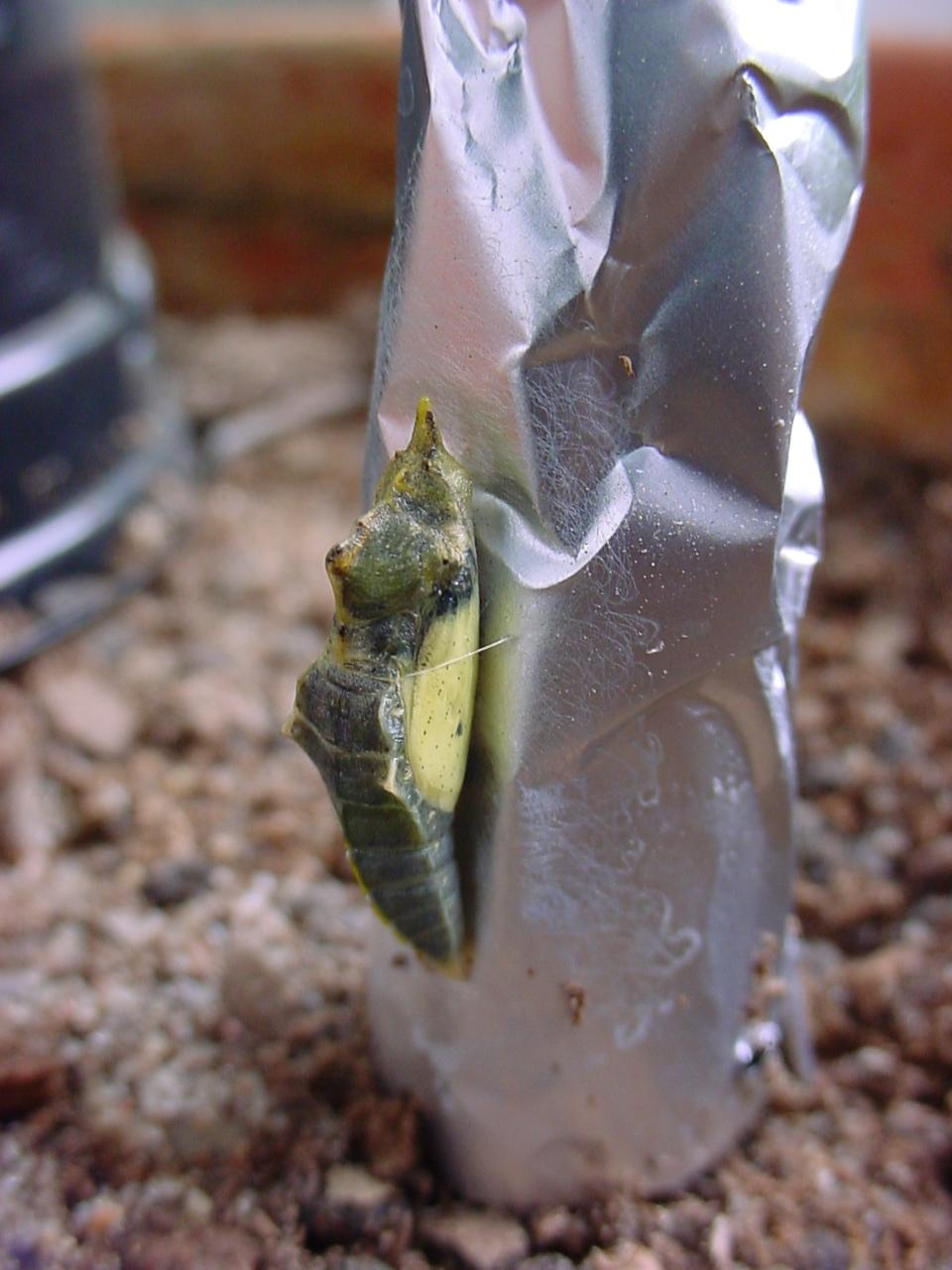
Pieris rapae آماده بیرون آمدن از پیله.
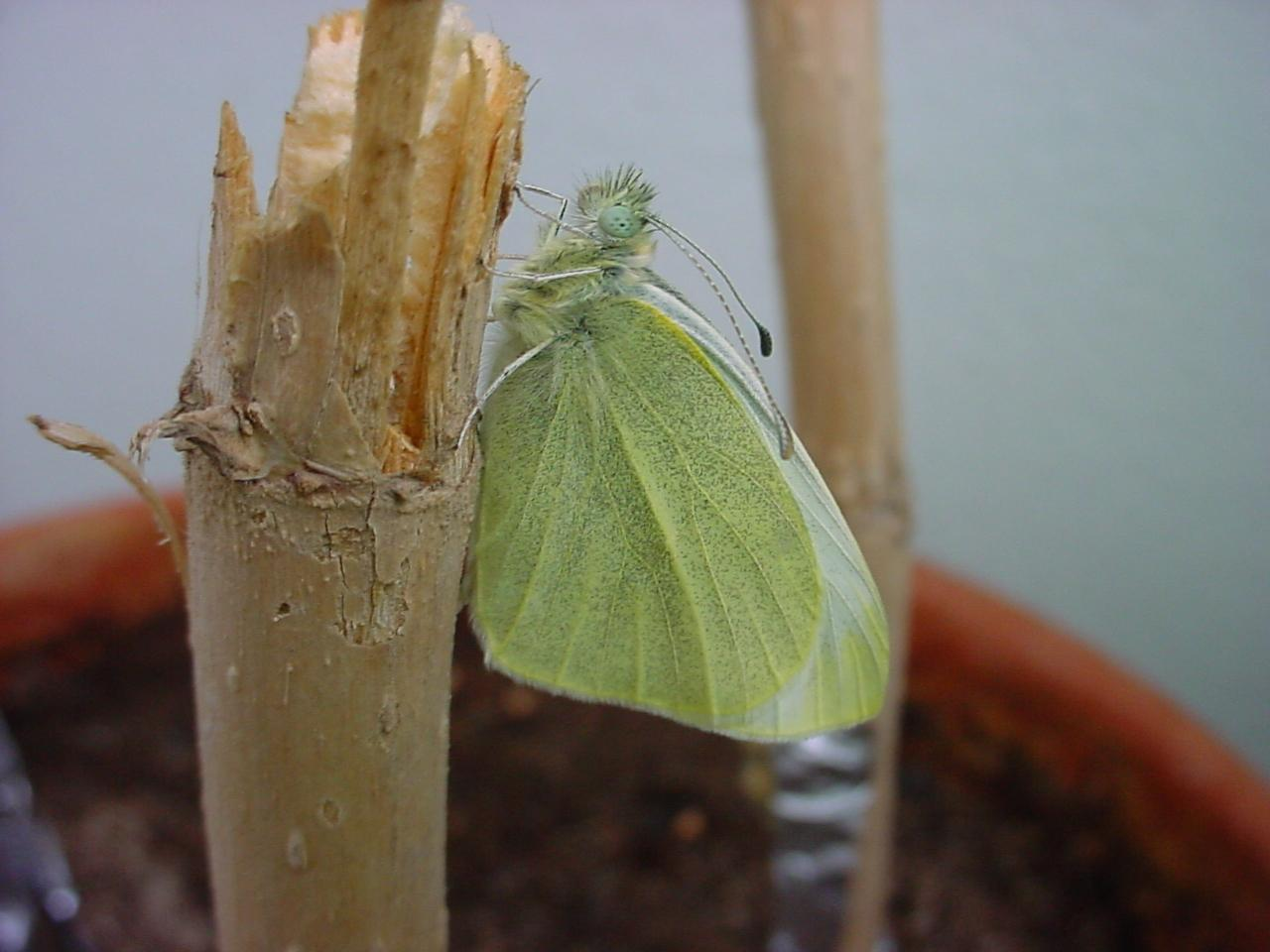
Pieris rapae بزرگسال